# Špičák (národní přírodní rezervace)
Špičák byla národní přírodní rezervace ev. č. 438 v oblasti stejnojmenného vrcholu Jizerských hor, severně od obce Oldřichov v Hájích v okrese Liberec.
Ve zdejších bukových lesích se nacházejí žulová skaliska, jejichž stěny dosahují až padesátimetrových výšek. Na stěnách je možné zpozorovat tak zvanou exfoliační odlučnost (to znamená odlupování částí horniny souběžně s povrchem skalní stěny). Nacházejí se zde ale také zaoblené balvany. Zdejší dominantou je Špičák, jehož vrchol dosahuje výšky 724 m n. m. Prochází tudy naučná stezka pojmenovaná Oldřichovské háje a skály.
Důvod ochrany představovala stará bučina na balvanitém svahu.
Chráněné území bylo vyhlášeno 21. června 1960 a formálně zrušeno k 16. srpnu 1999, kdy bylo začleněno do nově vzniklé NPR Jizerskohorské bučiny.